# Passiflora sclerophylla
Passiflora sclerophylla Harms – gatunek rośliny z rodziny męczennicowatych (Passifloraceae Juss. ex Kunth in Humb.). Występuje naturalnie w Wenezueli, Gujanie oraz Brazylii (w stanach Amazonas, Pará i Roraima. 

## Morfologia
PokrójPnący krzew o trwałych i owłosionych pędach.
LiściePotrójnie klapowane, dłoniaste u podstawy, prawie skórzaste. Mają 1,5–4 cm długości oraz 4,5–9 cm szerokości. Całobrzegie, z tępym lub prawie ostrym wierzchołkiem. Ogonek liściowy jest owłosiony i ma długość 5–12 mm. Przylistki są szydłowate o długości 1–2 mm.
KwiatyPojedyncze lub zebrane w pary. Działki kielicha są podłużne, mają 2–2,5 cm długości. Płatki są podłużne lub lancetowate, mają 1,5–2,5 cm długości. Przykoronek ułożony jest w dwóch rzędach.
OwoceSą elipsoidalnego kształtu. Mają 4–7,5 cm długości i 2–4 cm średnicy.

## Biologia i ekologia
Występuje wśród roślinności krzewiastej i na sawannach na wysokości 600–2200 m n.p.m.